# Olof Odencrants
Johan Olof Odencrants, född den 28 augusti 1891 i Borås, död den 9 februari 1971 i Skövde, var en svensk jurist. Han var son till Thor Herman Odencrants och måg till Knut Ångström.
Odencrants avlade studentexamen i Göteborg 1909 och juris kandidatexamen vid Uppsala universitet 1916. Efter tingstjänstgöring blev han tillförordnad fiskal Svea hovrätt 1920, assessor 1923 (extra ordinarie 1921), tillförordnad revisionssekreterare 1926, hovrättsråd 1930, ordinarie revisionssekreterare 1932 och åter hovrättsråd 1935. Odencrants var häradshövding i Gudhems och Kåkinds domsaga 1936–1937 och i Skövde domsaga 1938–1958. Han var vice ordförande i länsarbetsnämnden i Skaraborgs län 1940–1960 och ledamot av Skara domkapitel 1947–1958. Odencrants blev riddare av Nordstjärneorden 1933 och kommendör av andra klassen av samma orden 1948. Han vilar på Sankta Birgittas kyrkogård i Skövde.